# Soundtracks for the Blind
Soundtracks for the Blind è il decimo album discografico del gruppo musicale rock sperimentale statunitense Swans, pubblicato nel 1996.
Il lavoro è l'ultimo prima dello scioglimento della band che sarebbe durato per oltre un decennio.

## Tracce
Tutti i testi e le musiche sono di Michael Gira, tranne dove indicato.
Disco 1
1. Red Velvet Corridor – 3:04
2. I Was a Prisoner in Your Skull – 6:39
3. Helpless Child – 15:47
4. Live Through Me – 2:32
5. Yum-Yab Killers – 5:07 (Jarboe)
6. The Beautiful Days – 7:49
7. Volcano – 5:18
8. Mellothumb – 2:46
9. All Lined Up – 4:48
10. Surrogate 2 – 1:52 (Gira, Jarboe)
11. How They Suffer – 5:52
12. Animus – 10:41

Disco 2
1. Red Velvet Wound – 2:02
2. The Sound – 13:11
3. Her Mouth Is Filled with Honey – 3:19
4. Blood Section – 2:39
5. Hypogirl – 2:44
6. Minus Something – 4:14
7. Empathy – 6:45
8. I Love You This Much – 7:23
9. YRP – 7:47
10. Fan's Lament – 1:28
11. Secret Friends – 3:08
12. The Final Sacrifice – 10:27
13. YRP 2 – 2:09
14. Surrogate Drone – 2:06